# Bengt Carlström
Bengt Carlström, född 1945, är en svensk socialdemokratisk publicist. Han har varit redaktionschef för de båda socialdemokratiska nyhetstidningarna Aktuellt i Politiken och Stockholms-Tidningen. Han har också verkat som journalist bland annat på Svenska Dagbladet och varit chefredaktör för s-tidningarna Kronobergaren och Smålands Folkblad innan ha utsågs till pressekreterare hos dåvarande skolministern Göran Persson.
1993 utsågs Bengt Carlström till redaktionschef och ställföreträdande utgivare för den då återuppståndna Stockholms-Tidningen, som det året började utges som nyhetsinriktad regional veckotidning. 1996 utnämndes Carlström till att samtidigt vara redaktionschef för den riksspridda nyhetstidningen Aktuellt i Politiken. Bengt Carlström tillhör ledningsgruppen i AiP Media Produktion AB.